# Flavacourt
Flavacourt település Franciaországban, Oise megyében. Lakosainak száma 677 fő (2022. január 1.). Flavacourt Boutencourt, Le Coudray-Saint-Germer, Énencourt-Léage, Éragny-sur-Epte, Lalandelle, Sérifontaine, Le Vaumain, Labosse és Trie-Château községekkel határos.

## Népesség
A település népességének változása:
| Lakosok száma | 675  | 666  | 682  | 659  | 662  | 661  | 663  | 670  | 677  |
|               | 2013 | 2015 | 2016 | 2017 | 2018 | 2019 | 2020 | 2021 | 2022 |